# A Dreamers Christmas
A Dreamers Christmas je vánoční studiové album souboru The Dreamers. Album vyšlo v říjnu 2011 pod značkou Tzadik Records a produkoval jej John Zorn.

## Seznam skladeb
| Pořadí         | Název                                 | Autor            | Délka |
| -------------- | ------------------------------------- | ---------------- | ----- |
| 1.             | Winter Wonderland                     | Bernard          | 4:13  |
| 2.             | Snowfall                              | Thornhill        | 5:10  |
| 3.             | Christmas Time Is Here                | Guaraldi         | 4:37  |
| 4.             | Santa's Workshop                      | Zorn             | 5:21  |
| 5.             | Have Yourself a Merry LittleChristmas | Blane, Martin    | 5:16  |
| 6.             | Let It Snow! Let It Snow! LetIt Snow! | Styne            | 4:03  |
| 7.             | Santa Claus Is Coming to Town         | Coots, Gillespie | 6:29  |
| 8.             | Magical Sleigh Ride                   | Zorn             | 6:23  |
| 9.             | The Christmas Song                    | Tormé, Wells     | 6:33  |
| Celková délka: | Celková délka:                        | Celková délka:   | 48:11 |

## Obsazení
- Marc Ribot – kytara
- Trevor Dunn – baskytara
- Joey Baron – bicí
- Cyro Baptista – perkuse
- Jamie Saft – klavír, varhany
- Kenny Wollesen – vibrafon
- Mike Patton – zpěv (9)